# 瓦伦纳
瓦伦纳（義大利語：Varenna），是意大利伦巴第大区莱科省的市镇，位于科莫湖畔，在米兰以北60公里（37英哩）、萊科西北20公里处。市镇面积为11平方公里，2010年人口数量为812人。国家统计（ISTAT）代码为097084。